# Corteccia (botanica)

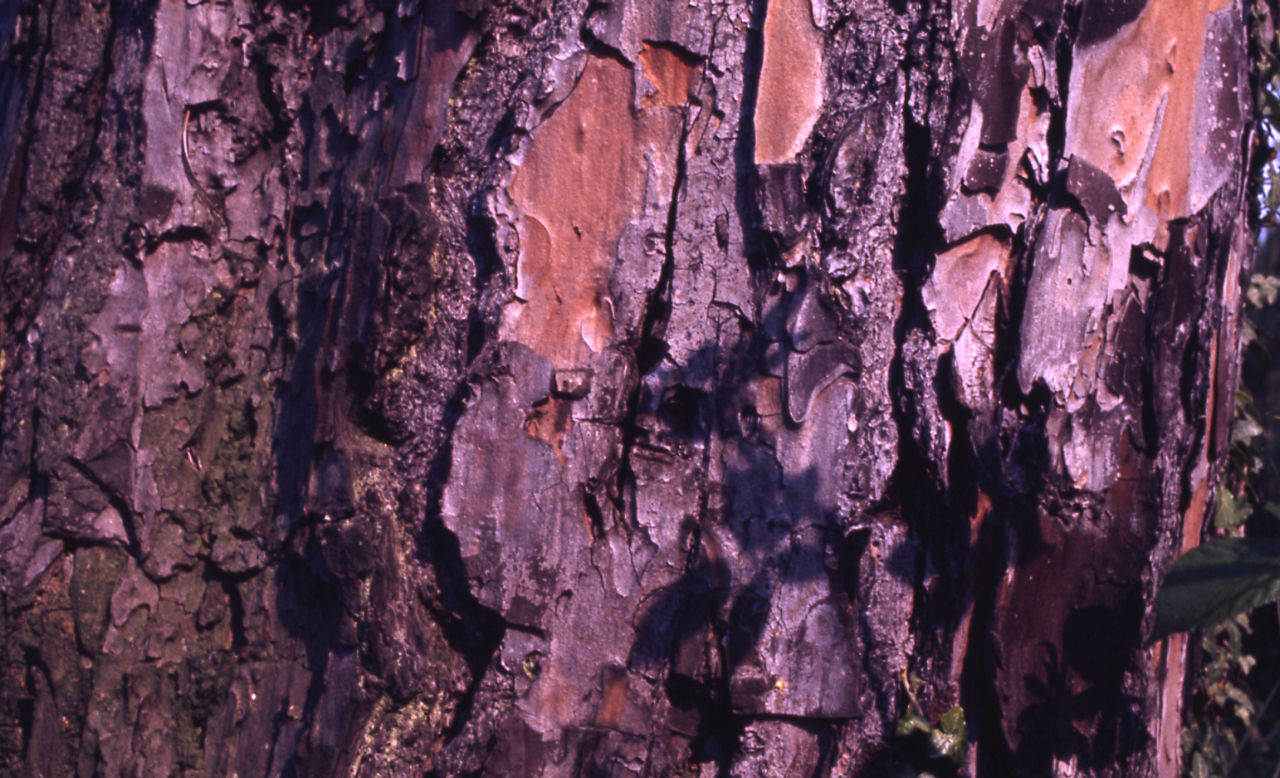
Corteccia, foto di Paolo Monti

Con il termine corteccia s'identificano, a seconda dell'accezione, diverse strutture vegetali, spesso composte od originate da tessuti di tipo parenchimatico.

## Accezioni del termine
Il significato del termine cambia secondo l'accezione.
In Botanica, nell'accezione strettamente rigorosa del termine, la corteccia è un tessuto parenchimatico esterno, disposto subito sotto l'epidermide nella struttura primaria del fusto e sotto il rizoderma nella struttura primaria della radice. La corteccia è il tessuto prevalente nella radice primaria ed è nettamente separata dal cilindro centrale dall'endoderma. Nel fusto in struttura primaria ha invece uno spessore più ridotto. Questo tessuto scompare con il passaggio dalla struttura primaria a quella secondaria.
Nell'accezione volgare del termine, errata, per corteccia s'intende l'insieme dei tessuti periferici, nella struttura secondaria, esterni al cambio cribro-vascolare o, più semplicemente, lo strato più esterno, detto ritidoma. Facendo riferimento al primo significato, la corteccia di un fusto in struttura secondaria è una struttura complessa generata dall'attività di due meristemi secondari per adattare i tessuti esterni alle forze di trazione tangenziali originate dall'accrescimento in diametro dei tessuti interni. Il cambio cribro-vascolare è un tessuto meristematico che origina ogni anno nuovo xilema (legno) all'interno e nuovo floema (libro) all'esterno. Questa attività determina l'apposizione di una nuova cerchia annuale all'esterno del legno, mentre sui tessuti più esterni esercita una spinta che tende a lacerare i tessuti più vecchi, non più in grado di adattarsi elasticamente alle sollecitazioni tangenziali.
Nel suo complesso, la corteccia si compone di una struttura interna deputata al trasporto floematico della linfa elaborata e di una struttura esterna con compiti di protezione del cambio e dei tessuti vascolari nei confronti di agenti di danno biotici o abiotici.
 
Dall'interno all'esterno, la corteccia è composta dalle seguenti strutture anatomiche: libro, periderma, ritidoma.

## Floema
È detto anche cribro o libro. È composto da tubi cribrosi e cellule cribrose, strutture cellulari deputate al trasporto della linfa, elaborata da cellule parenchimatiche e da cellule sclerenchimatiche. Ogni anno il cambio sottostante genera un nuovo strato di libro, perciò gli strati più recenti sono quelli interni. A differenza del legno, gli strati più vecchi del libro sono soggetti a una lacerazione che ne determina la distruzione, pertanto il libro ha uno spessore ridotto rispetto al legno e limitato agli strati degli ultimi 2-3 anni.

## Periderma
È l'insieme dei tessuti di rivestimento nella struttura secondaria ed è originato dall'attività di un meristema secondario, il fellogeno o cambio subero-fellodermico. Il fellogeno genera all'interno un tessuto parenchimatico secondario, non sempre presente, detto felloderma, e un tessuto tegumentale esterno detto sughero o fellema.
Il sughero è un tessuto tegumentale, privo di spazi intercellulari, formato da cellule morte, la cui parete è ispessita e suberificata e il lume cellulare ripieno d'aria. Grazie a questa struttura il sughero ha proprietà di isolamento proteggendo i tessuti sottostanti dagli scambi termici e dagli scambi di sostanze chimiche liquide o gassose. La continuità del rivestimento suberoso è interrotto dalle lenticelle, strutture pluricellulari che permettono lo scambio di gas e liquidi con l'esterno.
Dal momento che il periderma è soggetto alle sollecitazioni tangenziali causate dall'accrescimento in diametro dei tessuti interni, ogni anno (o eccezionalmente dopo alcuni anni) si forma un nuovo fellogeno in uno strato più interno. Nella maggior parte delle piante il nuovo fellogeno si forma nello spessore del libro vecchio (di 2-3 anni). Tutti i vecchi tessuti rimasti all'esterno del nuovo periderma (vecchio periderma e strati più esterni del libro) sono degenerati e ormai morti.

## Ritidoma
Detto anche scorza, il ritidoma è la parte più esterna della corteccia composto dai residui morti dei  tessuti esterni più vecchi rimasti isolati ogni anno dalla formazione del nuovo periderma. Il ritidoma si presenta con aspetti differenti secondo le specie ed è un importante elemento di classificazione: molte specie arboree simili per molti caratteri possono distinguersi per la forma differente del ritidoma. È possibile distinguere le cortecce per il loro aspetto: per citare alcune caratteristiche, possono essere a placche prominenti o non prominenti, ampie o strette, lisce, rugose, fibrose, desquamanti e altro ancora. 
Lo spessore e la struttura sono caratteristiche importanti ma che richiedono esami di laboratorio specifici.
Proprio queste ultime caratteristiche, secondo i biologi o gli ecologi, sono il frutto della selezione naturale e quindi dell'evoluzione naturale della specie nel suo ambiente.

Ad esempio, la corteccia della sughera (Quercus suber, L.), da cui si estrae il sughero, rappresenta una forma di risposta ad ambienti aridi con frequente passaggio del fuoco.

## Galleria d'immagini

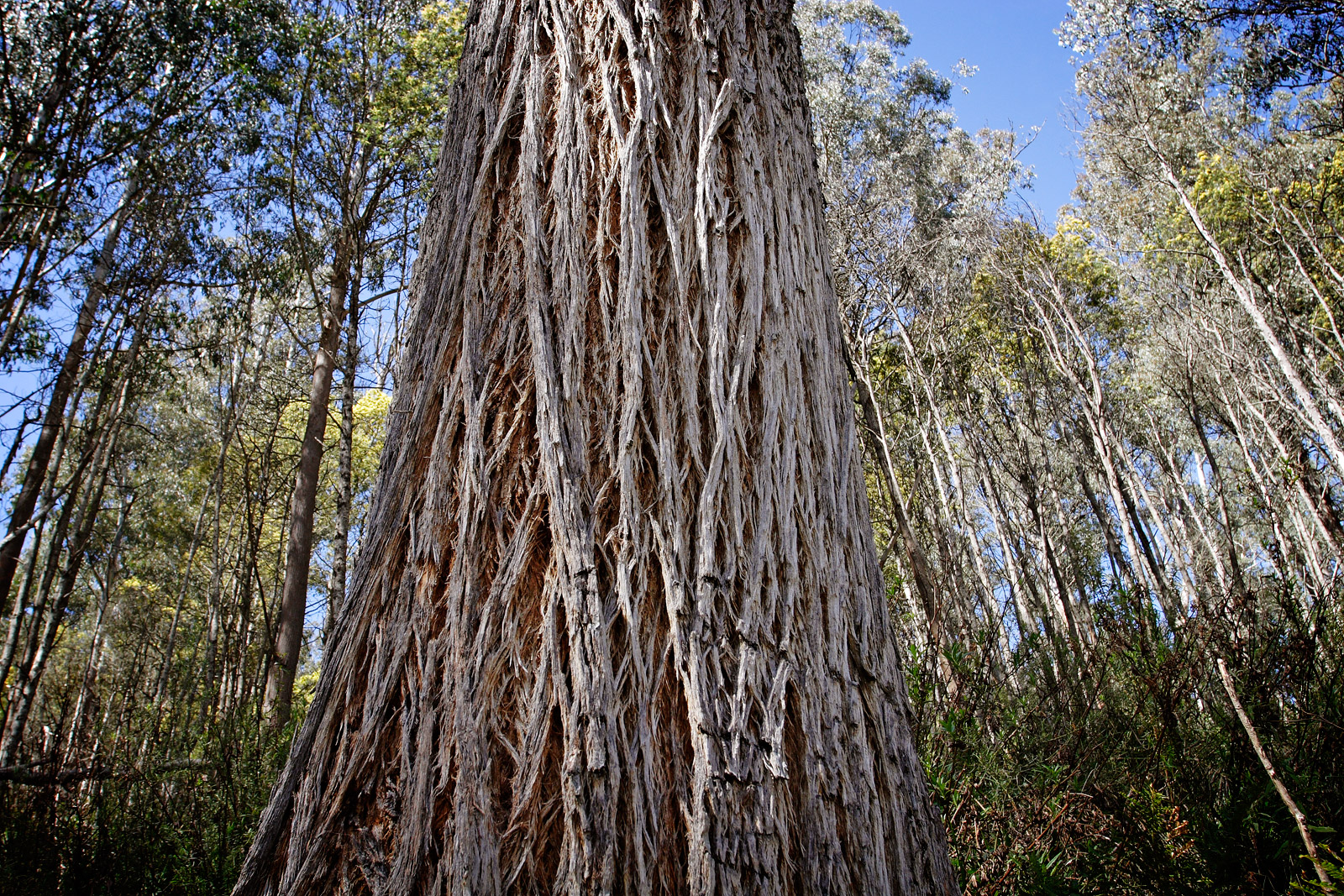
Eucalipto.
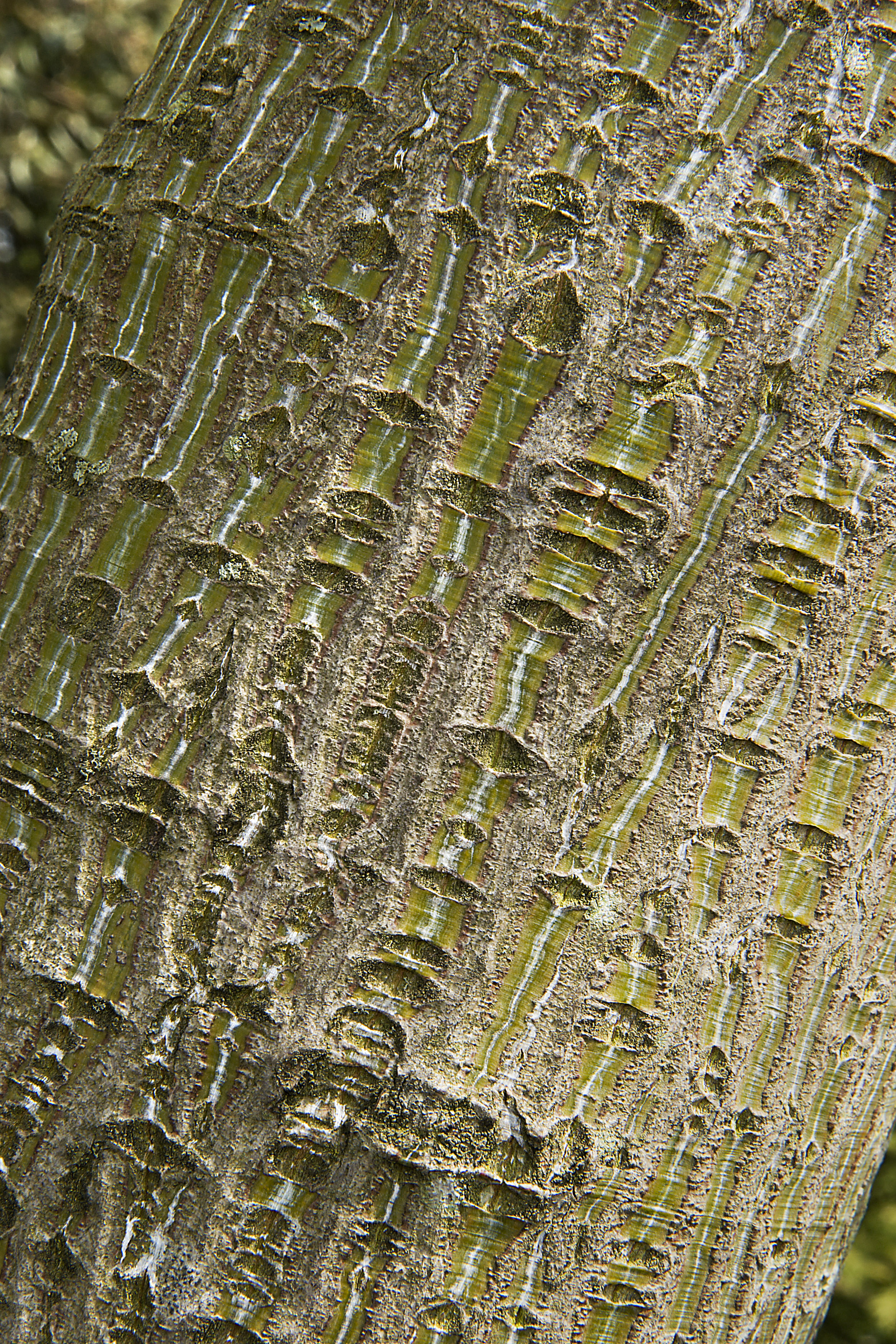
Acer capillipes del Giappone.
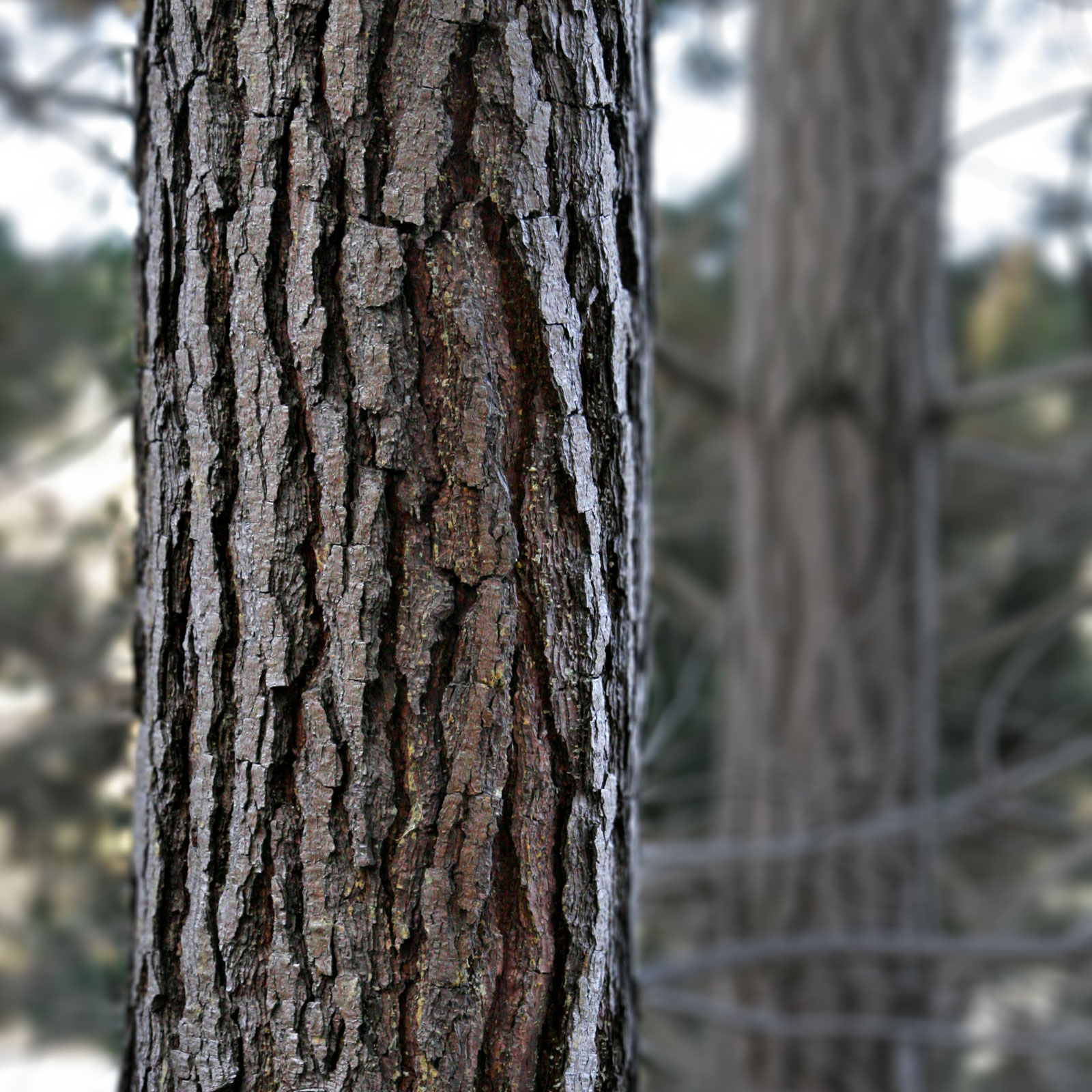
Pinus radiata.
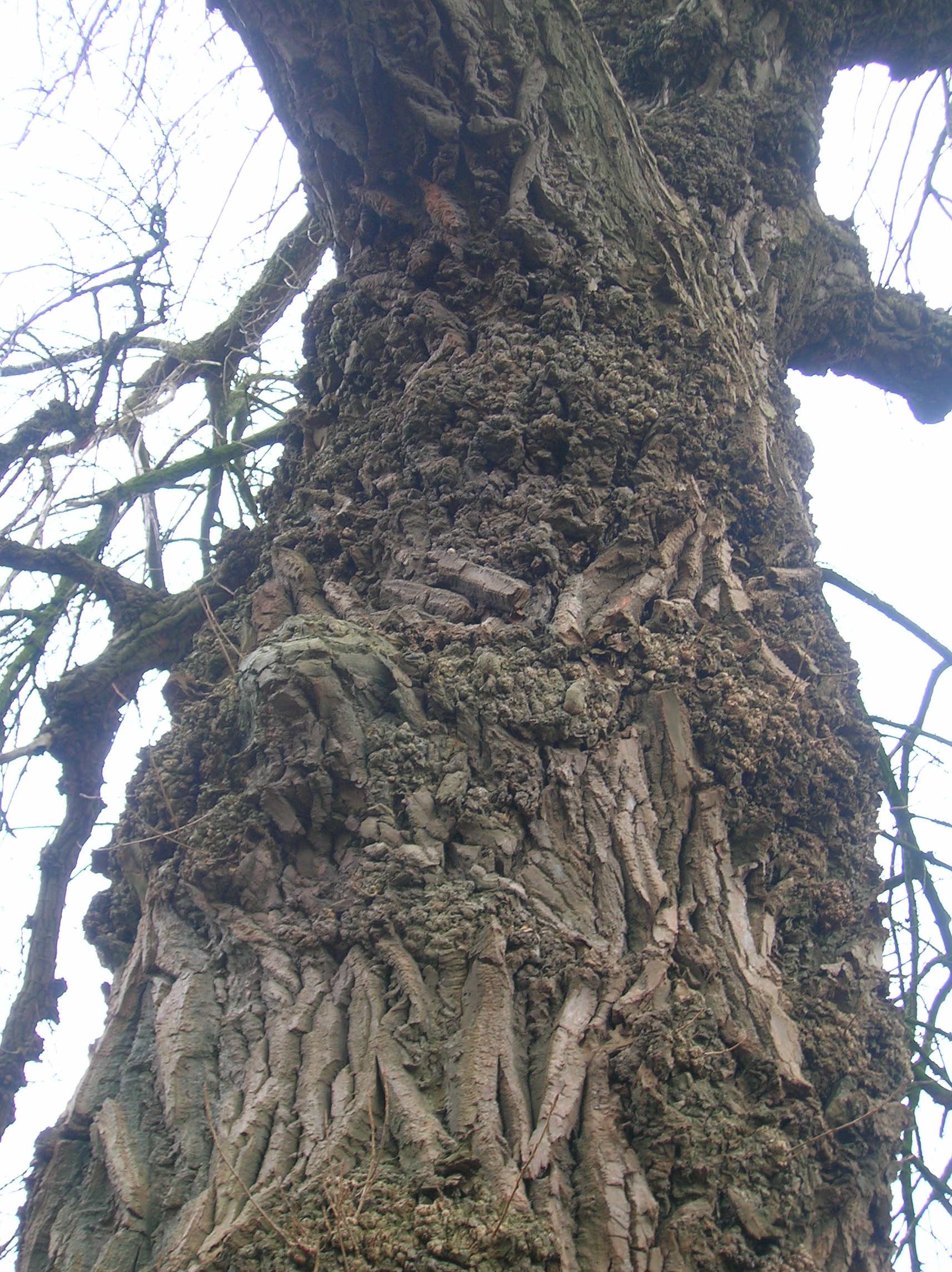
Pioppo nero.
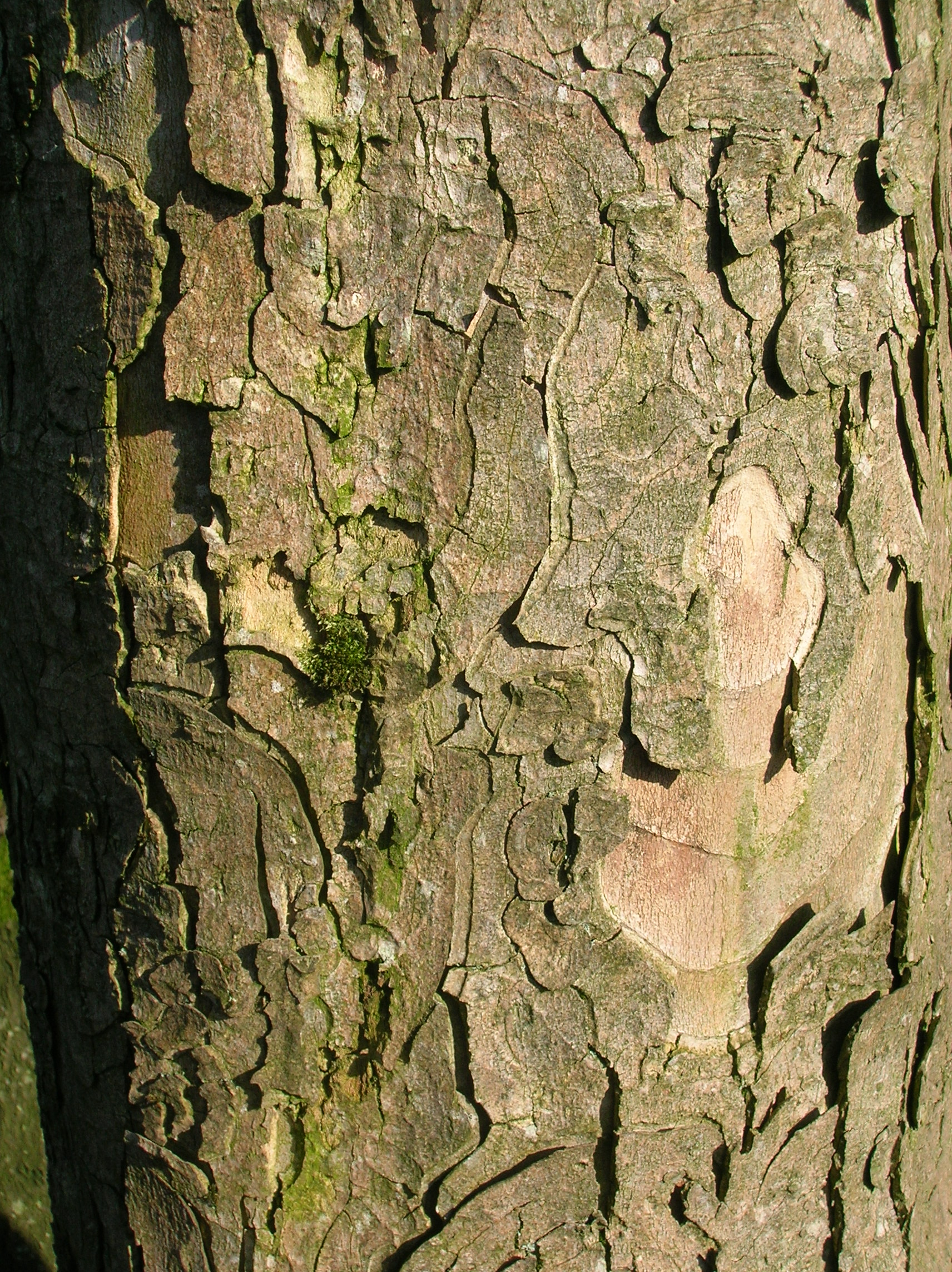
Un vecchio esemplare di Sicomoro.
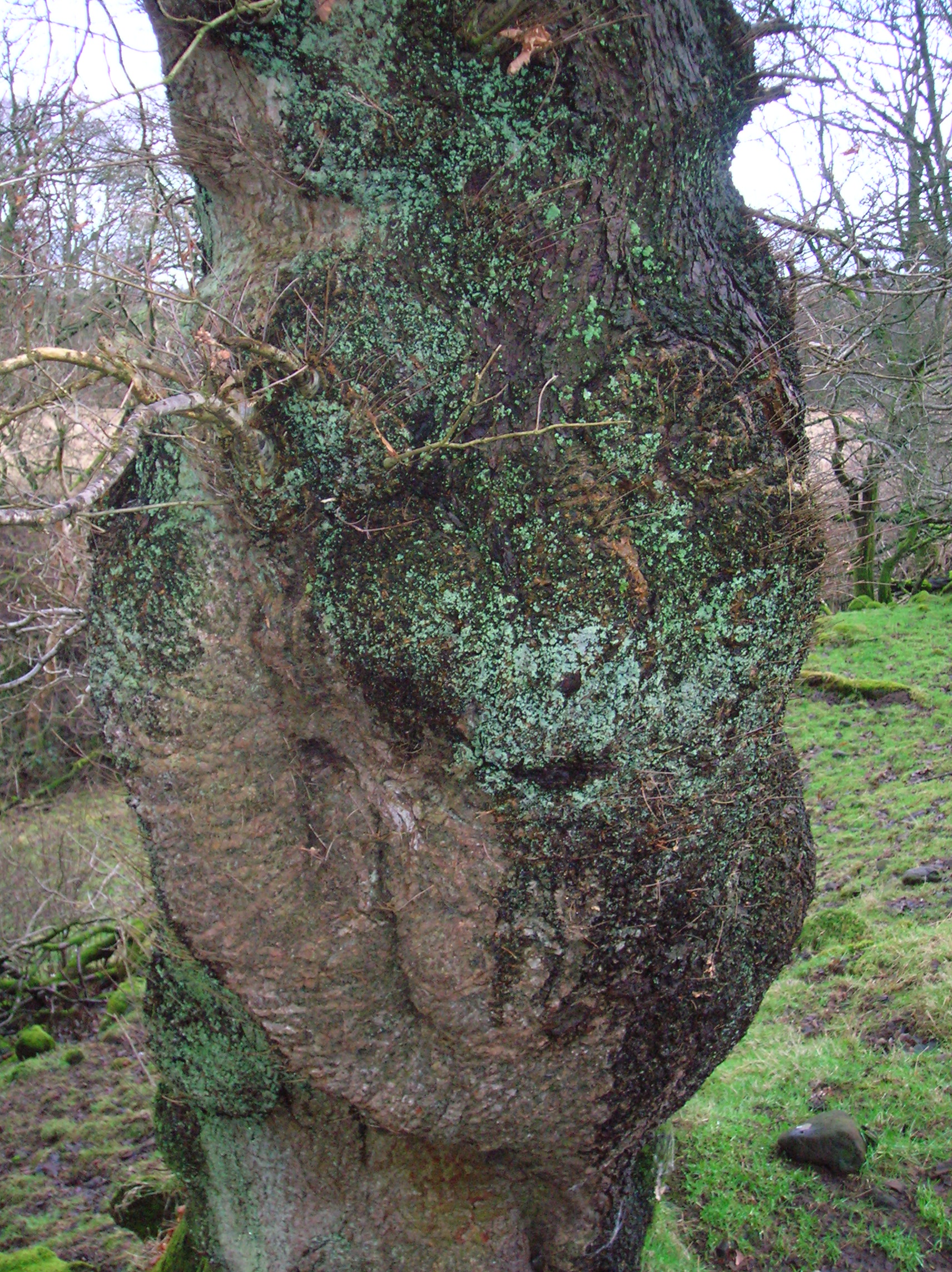
Quercus robur.
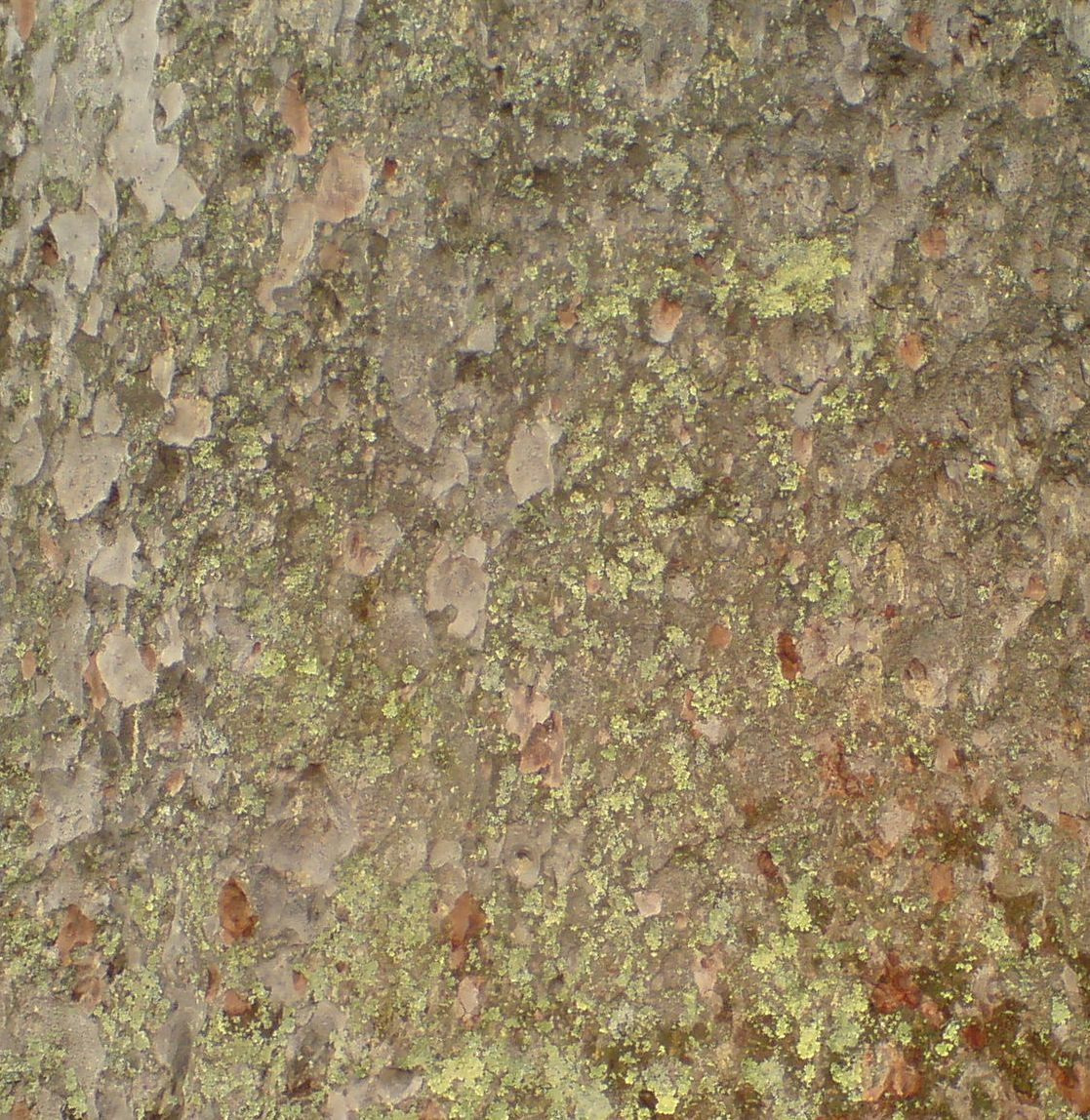
Agathis.
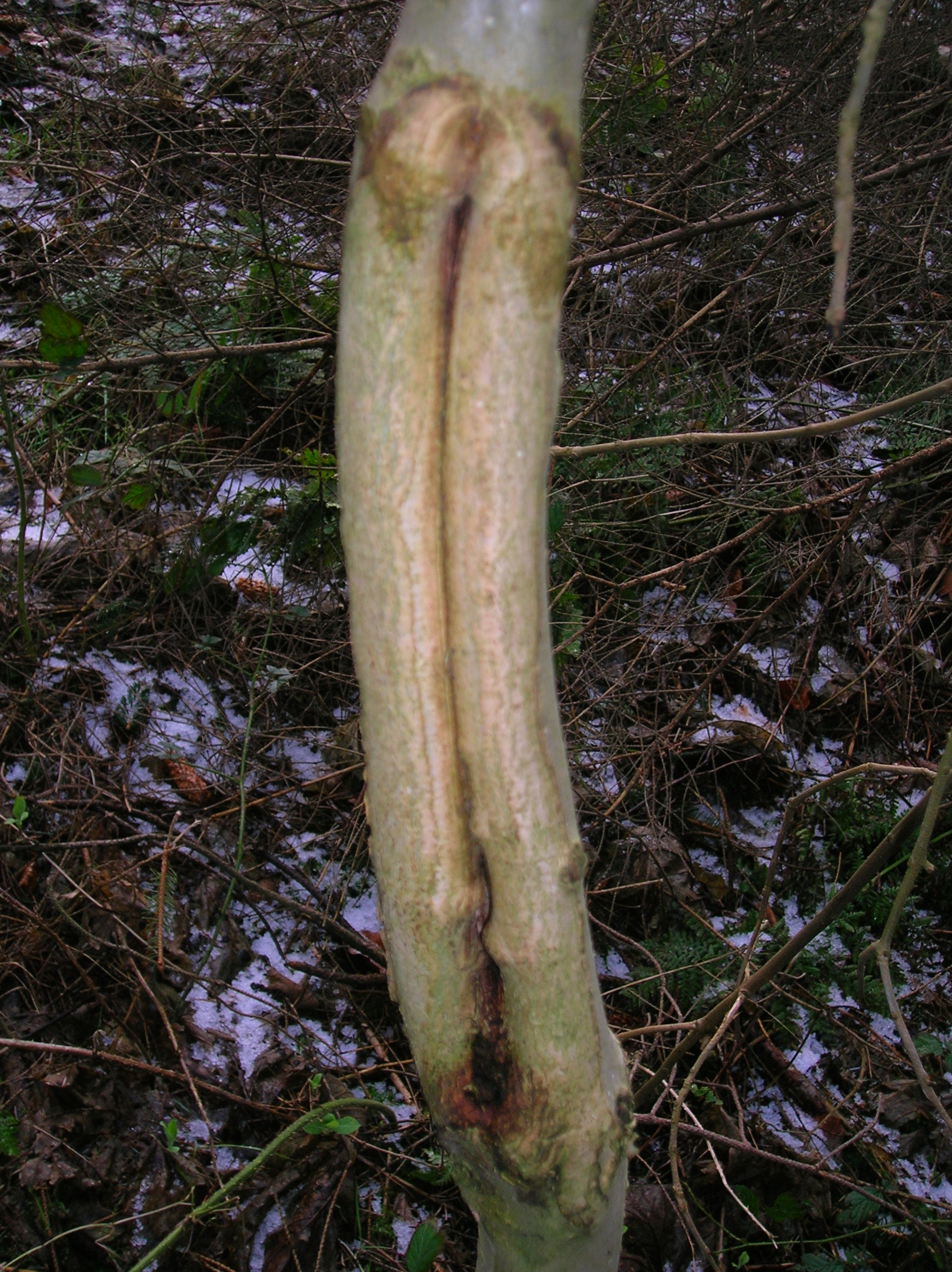
Crescita di callosità su un giovane esemplare di frassino, con evidenti cicatrici da congelamento.
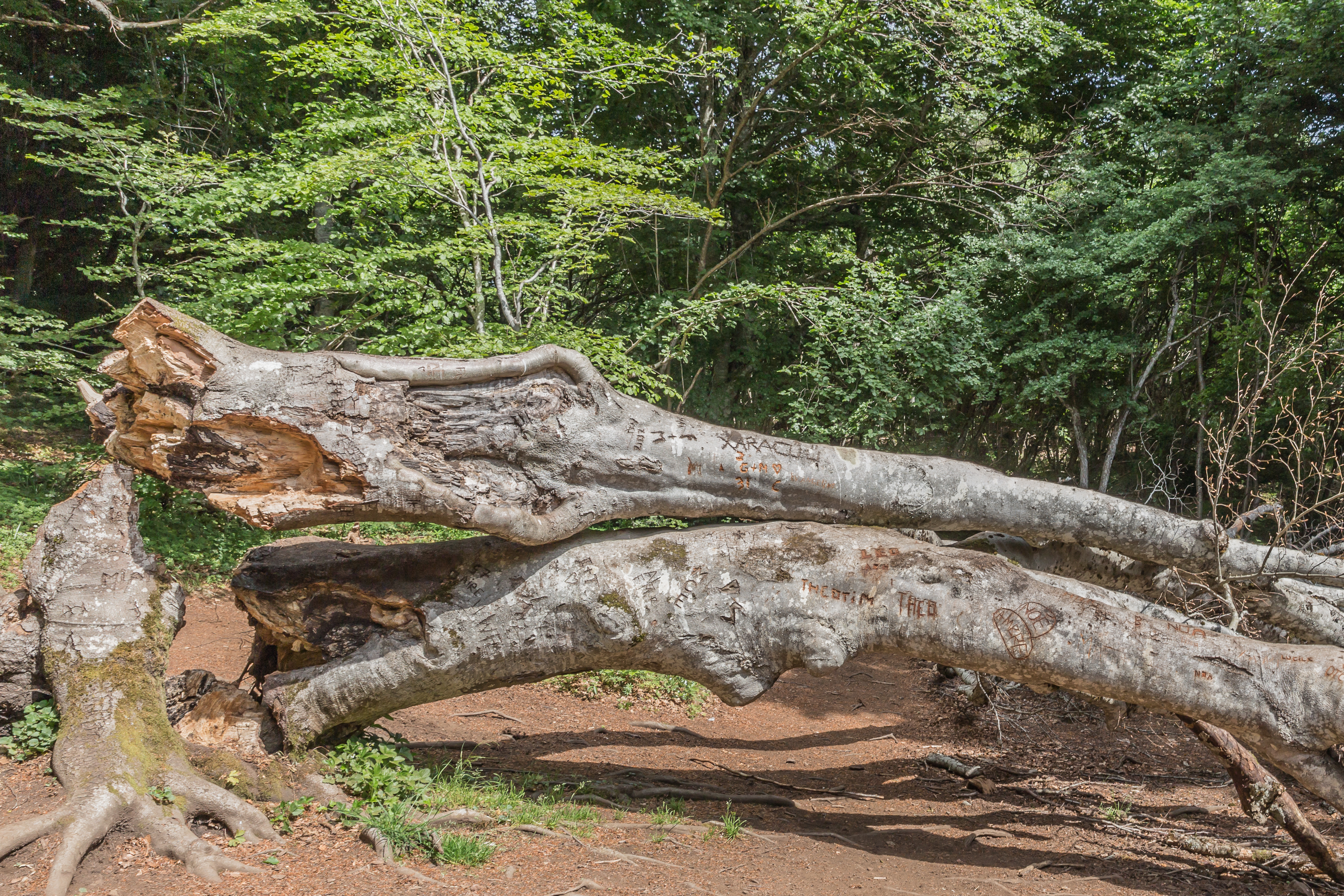